# IBM Heron
IBM Heron ist ein 133-Qubit-abstimmbarer Quantenprozessor von IBM, der auf dem IBM Quantum Summit 2023 am 4. Dezember 2023 vorgestellt wurde.
Er wird derzeit auf dem IBM Quantum System Two eingesetzt, das auf der gleichen Veranstaltung vorgestellt wurde.
IBM behauptet, dass dieser Prozessor Crosstalk-Fehler eliminiert, die in ihren früheren Quantenprozessoren auftraten, und dass dieser Prozessor für Benutzer über die Cloud verfügbar gemacht wird.
Er ist angeblich fünfmal schneller als die bisherige Bestmarke des IBM Eagles.